# België op de Olympische Winterspelen 2018
België nam deel aan de Olympische Winterspelen 2018 in Pyeongchang, Zuid-Korea. Met 22 deelnemers was het de grootste naoorlogse delegatie. Bart Swings won een zilveren medaille in het schaatsen. Het was de eerste medaille voor België sedert 1998, en de eerste zilveren medaille sedert 1948.

## Medailleoverzicht
| Sport     | Olympiër    | Onderdeel      | Medaille |
| --------- | ----------- | -------------- | -------- |
| Schaatsen | Bart Swings | Massastart (m) | Zilver   |

## Deelnemers en resultaten
Het overzicht van de deelnemers en resultaat per sport volgt.

 (m) = mannen, (v) = vrouwen 

### Alpineskiën
| Olympiër          | Onderdeel        | Resultaat | Prestatie                                                           |
| ----------------- | ---------------- | --------- | ------------------------------------------------------------------- |
| Kai Alaerts       | Slalom (m)       | DNF       | run 1: niet gefinisht                                               |
| Sam Maes          | Slalom (m)       | DNF       | run 1: 52,90 (37e) run 2: niet gefinisht                            |
| Sam Maes          | reuzenslalom (m) | 32e       | run 1: 1.13,29 (38e) run 2: 1.12,91 (31e) totaal: 2.26,20 (+ 8,16)  |
|                   |                  |           |                                                                     |
| Marjolein Decroix | slalom (v)       | 38e       | run 1: 55,91 (45e) run 2: 54,80 (36e) totaal: 1.50,71 (+ 12,08)     |
| Kim Vanreusel     | combinatie (v)   | DNF       | afdaling: niet gefinisht                                            |
| Kim Vanreusel     | afdaling (v)     | 30e       | 1.46,51 (+ 7,29)                                                    |
| Kim Vanreusel     | reuzenslalom (v) | 39e       | run 1: 1.17,60 (41e) run 2: 1.14,92 (39e) totaal: 2.32,52 (+ 12,50) |
| Kim Vanreusel     | slalom (v)       | 40e       | run 1: 55,90 (44e) run 2: 55,96 (41e) totaal: 1.51,86 (+ 13,23)     |
| Kim Vanreusel     | Super G (v)      | 40e       | 1.27,60 (+ 6,49)                                                    |

### Biatlon
| Olympiër       | Onderdeel                 | Resultaat           | Prestatie                                 |
| -------------- | ------------------------- | ------------------- | ----------------------------------------- |
| Florent Claude | 10 km sprint (m)          | 55e                 | 25.43,7 (+2.04,9) pen.: 3 (1 + 2)         |
| Florent Claude | 12,5 km achtervolging (m) | 57e                 | 39.22,7 (+6.31,0) pen.: 4 (1 + 1 + 1 + 1) |
| Florent Claude | 20 km (m)                 | 54e                 | 53.03,2 (+4.59,4) pen.: 2 (0 + 0 + 0 + 2) |
| Florent Claude | 15 km massastart (m)      | niet gekwalificeerd | -                                         |
| Michael Rösch  | 10 km sprint (m)          | 38e                 | 25.09,4 (+1.30,6) pen.: 2 (0 + 2)         |
| Michael Rösch  | 12,5 km achtervolging (m) | 23e                 | 35.55,1 (+3.03,4) pen.: 1 (0 + 0 + 0 + 1) |
| Michael Rösch  | 20 km (m)                 | 75e                 | 55.10,1 (+7.06,3) pen.: 5 (0 + 3 + 0 + 2) |
| Michael Rösch  | 15 km massastart (m)      | niet gekwalificeerd | -                                         |

### Bobsleeën
| Olympiër                              | Onderdeel       | Resultaat | Prestatie                                                                                          |
| ------------------------------------- | --------------- | --------- | -------------------------------------------------------------------------------------------------- |
| An Vannieuwenhuyse Sophie Vercruyssen | tweemansbob (v) | 12e       | run 1: 51,24 (15e) run 2: 51,28 (14e) run 3: 51,53 (18e) run 4: 51,20 (8e) totaal: 3.25,25 (+2,80) |
| Elfje Willemsen Sara Aerts            | tweemansbob (v) | 11e       | run 1: 51,03 (11e) run 2: 51,27 (13e) run 3: 51,10 (10e) run 4: 51,21 (9e) totaal: 3.24,61 (+2,16) |

Reserve Shana Vanhaen kwam niet in wedstrijdverband uit.

### Kunstrijden
| Olympiër        | Onderdeel | Resultaat | Prestatie                                                                          |
| --------------- | --------- | --------- | ---------------------------------------------------------------------------------- |
| Jorik Hendrickx | Mannen    | 14e       | korte kür: 84,74 punten (11e) vrije kür: 164,21 punten (16e) totaal: 248,95 punten |
| Loena Hendrickx | Vrouwen   | 16e       | korte kür: 55,16 punten (20e) vrije kür: 116,72 punten (14e) totaal: 171,88 punten |

### Langlaufen
| Olympiër       | Onderdeel             | Resultaat | Prestatie          |
| -------------- | --------------------- | --------- | ------------------ |
| Thierry Langer | 15 km vrije stijl (m) | 66e       | 37.45,0 (+ 4.01,1) |

### Schaatsen
| Olympiër       | Onderdeel      | Resultaat | Prestatie                                                    |
| -------------- | -------------- | --------- | ------------------------------------------------------------ |
| Bart Swings    | 1500m (m)      | 6e        | 1.45,49 (+ 1,48)                                             |
| Bart Swings    | 5000m (m)      | 6e        | 6.14,57 (+ 4,81)                                             |
| Bart Swings    | 10000m (m)     | 8e        | 13.03,53 (+ 23,76)                                           |
| Bart Swings    | Massastart (m) | Zilver    | halve finale 2: 5 punten, 5e (8.13,57) finale: 40 punten, 2e |
| Mathias Vosté  | 500m (m)       | 32e       | 35,546 (+ 1,136)                                             |
| Mathias Vosté  | 1000m (m)      | 35e       | 1.11,24 (+ 3,29)                                             |
| Mathias Vosté  | 1500m (m)      | 23e       | 1.47,34 (+ 3,33)                                             |
|                |                |           |                                                              |
| Jelena Peeters | 5000m (v)      | 10e       | 7.10,26 (+ 20,03)                                            |

### Shorttrack
| Olympiër   | Onderdeel | Resultaat | Prestatie                                             |
| ---------- | --------- | --------- | ----------------------------------------------------- |
| Jens Almey | 1500m (m) | 17e       | serie 2: 2e (2.12,998) halve finale 2: niet gefinisht |
| Ward Pétré | 1500m (m) | 27e       | serie 1: 5e (2.17,362)                                |

### Skeleton
| Olympiër      | Onderdeel | Resultaat | Prestatie                                                                                           |
| ------------- | --------- | --------- | --------------------------------------------------------------------------------------------------- |
| Kim Meylemans | Vrouwen   | 14e       | run 1: 52,56 (16e) run 2: 52,54 (14e) run 3: 52,34 (13e) run 4: 52,26 (11e) totaal: 3.29,70 (+2,42) |

### Snowboarden
| Olympiër        | Onderdeel      | Resultaat | Prestatie                                                                   |
| --------------- | -------------- | --------- | --------------------------------------------------------------------------- |
| Sebbe De Buck   | Big air (m)    | 34e       | kwalificatie heat 2: 33,50 - 30,25 (18e)                                    |
| Sebbe De Buck   | Slopestyle (m) | 20e       | kwalificatie heat 1: 59,40 - 29,58 (12e)                                    |
| Seppe Smits     | Big air (m)    | 29e       | kwalificatie heat 1: 50,00 - 59,25 (15e)                                    |
| Seppe Smits     | Slopestyle (m) | 10e       | kwalificatie heat 2: 78,36 - 41,48 (6e) finale: 31,11 - 69,03 - 66,18 (10e) |
| Stef Vandeweyer | Big air (m)    | 28e       | kwalificatie heat 2: 61,00 - 29,50 (14e)                                    |
| Stef Vandeweyer | Slopestyle (m) | 31e       | kwalificatie heat 2: 33,75 - 21,16 (17e)                                    |